# Зелениково (Пловдивська область)
Зелени́ково (болг. Зелениково) — село в Пловдивській області Болгарії. Входить до складу общини Брезово.

## Населення
За даними перепису населення 2011 року у селі проживали 503 особи.
Національний склад населення села:
| Національність   | Кількість осіб | Відсоток |
| ---------------- | -------------- | -------- |
| болгари          | 444            | 96,7%    |
| цигани           | 5              | 1,1%     |
| не визначились   | 5              | 1,1%     |
| Всього відповіли | 459            |          |

Розподіл населення за віком у 2011 році:
Динаміка населення: